# Microlophia
Microlophia is een kevergeslacht uit de familie van de boktorren (Cerambycidae). De wetenschappelijke naam van het geslacht werd voor het eerst geldig gepubliceerd in 1842 door Newman.

## Soorten
Microlophia omvat de volgende soorten:
- Microlophia dentipes Newman, 1842
- Microlophia ignava Newman, 1842
- Microlophia pellucida Newman, 1842